# Абрамов, Алексей Фёдорович
Алексе́й Фёдорович Абра́мов (1925—2010) — советский военнослужащий, участник Великой Отечественной войны, полный кавалер ордена Славы, автоматчик 116-й танковой бригады (8-й механизированный корпус, 70-я армия, 2-й Белорусский фронт), красноармеец.

## Биография
Родился в селе Даниловка (ныне Мелеузовского района Башкортостана). В 1935 году вместе с родителями переехал в Киргизию, в город Джалал-Абад. Там окончил семь классов средней школы. С началом Великой Отечественной войны работал рабочим в совхозе, затем на шахте в Кок-Джангак, дошёл до должности машиниста электровоза.
В 1943 году был призван в ряды Красной армии Октябрьским военным комиссариатом Джалал-Абада, но поскольку вовремя не прибыл в военкомат, был отдан под трибунал, признан уклоняющимся от мобилизации и приговорён к восьми годам с отправкой на фронт в штрафные подразделения. В августе 1943 года принял первый бой за город Духовщина. 21 ноября 1943 года в составе 44-й отдельной штрафной роты 9-й гвардейской стрелковой дивизии 5-го гвардейского стрелкового корпуса 39-й армии 1-го Прибалтийского фронта был тяжело ранен в бою под деревней Рамшина, Лиозненского района, Витебской области, Белорусской ССР.
Три месяца лечился в госпитале в Тюменской области, после чего был отправлен в запасной полк, где получил специальность заряжающего танкового орудия и отправлен на фронт. По возвращении на фронт был зачислен в 116-ю танковую бригаду (8-й механизированный корпус) рядовым стрелком в подразделение автоматчиков. В ходе боёв не раз подменял вышедших из строя танкистов. В январе — феврале 1945 года трижды представлялся к ордену Славы. 25 января 1945 года в боях возле города Нойенбург (ныне Нове Куявско-Поморского воеводства Польши) с брони танка он заметил немецкий окоп, в котором могли укрываться вооружённые фаустпатронами солдаты. Абрамов спрыгнул с брони и гранатами и автоматным огнём уничтожил огневую точку противника. Был представлен к ордену Славы 3-й степени. 9 февраля 1945 года в районе Вилкова, Вальдау и Пантау был ранен заряжающий орудия и Абрамов подменил его. В тех боях танк уничтожил две самоходные пушки, один танк, четыре бронетранспортёра, три миномёта и до 20 немецких солдат и офицеров. Абрамов вновь был представлен к ордену Славы 3-й степени. 24 февраля 1945 года в боях на окраине города Кониц, Абрамов в составе экипажа уничтожил 2 штурмовых орудия, танк, 4 БТР, 3 миномёта и до взвода солдат противника. И вновь был представлен к ордену Славы 3-й степени. Все ордена Славы 3-й степени были вручены ему 21 апреля (№ 320487), 6 июня и в октябре 1945 года (№ 497587).
В октябре 1945 года демобилизован, вернулся в Киргизию, работал на шахте в Кок-Джангак электрослесарем, секретарём комсомольской организации, слесарем-автоматчиком, механиком участка и даже горным мастером. За свой труд он был награждён Орденом Трудовой Славы 3-й степени и медалью «За доблестный труд».
Поскольку по законам, принятым в конце 1960-х годов, полные кавалеры ордена Славы приравнивались к Героям Советского Союза, а Абрамов таковым не считался, то он обратился с ходатайством о перенаграждении. Указом Президиума Верховного Совета СССР от 27 июля 1972 года в порядке перенаграждения Алексей Фёдорович Абрамов награждён орденами Славы 2-й (№ 34719) и 1-й (№ 3138) степеней, став таким образом полным кавалером ордена Славы.
До 1992 года проживал в городе Джалал-Абаде. После прекращения существования СССР, как и многие русские, переехал в Россию, в Липецкую область в село Донское Задонского района. Вёл общественную деятельность, выезжал в Москву на парад Победы. Скончался 12 июня 2010 года.